# Batken-Konflikt
Der Batken-Konflikt war ein bewaffneter Konflikt zwischen der Islamischen Bewegung Usbekistan (IBU), einer islamistischen Miliz, auf der einen Seite und den kirgisischen Streitkräften mit Unterstützung der usbekischen Streitkräfte auf der anderen Seite.
Der Konflikt begann mit der Überquerung der tadschikisch-kirgisischen Grenze durch bewaffnete Kämpfer der IBU, die am 23. Juli 1999 erstmals auf kirgisischem Staatsgebiet gesichtet wurden. In den folgenden Wochen brachten die Kämpfer mehrere kirgisische Orte unter ihre Kontrolle und nahmen dabei Geiseln. Nachdem die kirgisischen Streitkräfte mit usbekischer Unterstützung ihre Präsenz in dem betroffenen Gebiet verstärkt hatten und ein Lösegeld an die Geiselnehmer gezahlt wurde, zogen sich diese vorerst nach Tadschikistan zurück. Ab dem 23. August begann eine zweite Offensive der IBU, die mit einem Vorstoß durch kirgisisches Gebiet in Richtung der usbekischen Grenze begann. Dieser Vorstoß konnte Anfang September nach einer Intensivierung der Kämpfe gestoppt werden. Den kirgisischen Streitkräften gelang es anschließend mit Unterstützung der usbekischen Luftwaffe und durch materielle Unterstützung aus Russland, die islamistischen Kämpfer zurückzudrängen. Am 18. Oktober gab der kirgisische Verteidigungsminister Essen Topojew die vollständige Vertreibung der IBU von kirgisischem Gebiet und damit das Ende der Kampfhandlungen im Batken-Konflikt bekannt.

## Vorgeschichte

### Tendenzen der Islamisierung in Zentralasien
Mit dem Zerfall der Sowjetunion und der Unabhängigkeit der zentralasiatischen Staaten im Jahr 1991 kam es zu einem islamischen Erwachen in der Region. Diese Entwicklung stand im Kontrast zur Religionspolitik der Sowjetunion, die den Einfluss des Islams in Kultur und Bildung zurückgedrängt hatte. Mit der Liberalisierung der Religionspolitik in den unabhängigen Staaten Zentralasiens und der verstärkten Zusammenarbeit mit anderen islamischen Ländern außerhalb der vormaligen Sowjetunion kam es zu einem Wiedererstarken islamischer Einflüsse insbesondere im Bereich der Bildung. Diese erneute Islamisierung der Region konzentrierte sich auf Grund der regional vergleichsweise hohen Bevölkerungsdichte und der Nähe zu Afghanistan im Süden, wo zahlreiche islamische Gruppierungen unterschiedlicher Art aktiv waren, auf das Ferghanatal und Tadschikistan. Neben der Wiederbelebung islamischer Bildung und Kultur kam es in den 1990er-Jahren auch zur Entstehung eines militanten Islamismus in Zentralasien, der im Tadschikischen Bürgerkrieg von 1992 bis 1997 erstmals deutlich sichtbar wurde. In dem Krieg waren mehrere islamistische Gruppen aktiv, darunter die Taliban und die islamistische Partei Dschamiat-i Islāmi. Der Krieg in Tadschikistan und die Erfolge der Taliban im Afghanischen Bürgerkrieg führten zu einer zunehmenden Wahrnehmung des Islamismus als Bedrohung für Zentralasien und für die mehrheitlich autoritären Systeme in der Region. Als Konsequenz wurde der Kampf gegen den Islamismus zu einer Priorität der Politik in den unabhängigen Republiken Zentralasiens, wobei der Zusammenbruch staatlicher Ordnung in Afghanistan und zeitweise auch in Tadschikistan als abschreckendes Beispiel für die Folge einer Ausbreitung des Islamismus genutzt wurden. Unterstützung erhielten die jungen Staaten dabei von Russland unter Boris Jelzin, der die Bekämpfung des Islamismus zu einem Schwerpunkt seiner Außenpolitik in der Gemeinschaft Unabhängiger Staaten (GUS) machte.

### Entstehung der IBU

Topografische Karte des Ferghanatals mit den Anrainerstaaten Kirgisistan, Usbekistan und Tadschikistan

Die Islamische Bewegung Usbekistan (IBU) wurde 1998 in Afghanistan gegründet und verfolgte eine dschihadistisch-islamistische Agenda. Die Führungsfiguren der Bewegung waren die Usbeken Tahir Yoldashev und Dschuma Namangani, die in den 1990er-Jahren bereits in der Opposition gegen den usbekischen Präsidenten Islom Karimov aktiv waren. Die IBU unterhielt nach ihrer Gründung Lager und Ausbildungsstätten in Afghanistan und Tadschikistan, wo zumeist junge Männer für den militärischen Einsatz ausgebildet wurden. Die Bewegung agierte im Umfeld der Taliban, richtete ihre Aktivität dabei allerdings schwerpunktmäßig nach Usbekistan. Ziele waren dabei die Destabilisierung der usbekischen Regierung und der Aufbau eines Gottesstaates im Ferghanatal. Der Aufbau der IBU wurde maßgeblich durch Islamisten aus Usbekistan vorangetrieben, die durch die politische Repression und die strikte Bekämpfung des Islamismus aus Usbekistan vertrieben wurden. Die Rekrutierung von Kämpfern durch die IBU erfolgte insbesondere im kirgisisch-usbekischen Grenzgebiet, wo Armut, Perspektivlosigkeit und Arbeitslosigkeit für eine gesteigerte Attraktivität islamistischer Organisationen sorgten. Zudem schlossen sich nach dem Ende des Tadschikischen Bürgerkriegs durch den Friedensvertrag von Moskau zahlreiche Kämpfer der ehemaligen bewaffneten Opposition in Tadschikistan der IBU an. Am 16. Februar 1999 erschütterte die parallele Detonation von vier Autobomben die usbekische Hauptstadt Taschkent; zu dem Anschlag bekannte sich die IBU. In einer Erklärung vom April 1999 warfen Verantwortliche der IBU der usbekischen Regierung um Präsident Karimov eine politische Bekämpfung des Islams und die Bevorzugung von Juden und Christen in wichtigen Positionen im Staatsapparat vor. Auf diese Weise entwickelte sich die IBU zu einer der bedeutendsten und aktivsten islamistischen Gruppen in Zentralasien.

### Entwicklung Kirgisistans nach seiner Unabhängigkeit

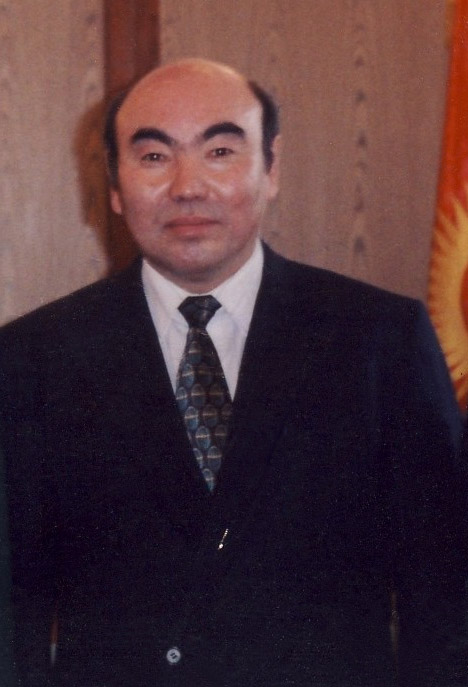
Askar Akajew, erster Präsident des unabhängigen Kirgisistans

Kirgisistan erklärte am 31. August 1991 seine Unabhängigkeit, nachdem es zuvor als Kirgisische Sozialistische Sowjetrepublik Teil der Sowjetunion gewesen war. Die prägende politische Figur in Kirgisistan nach der Unabhängigkeit war Askar Akajew, der bereits 1990 das neu geschaffene Amt des Präsidenten bekleidet hatte und bei der Präsidentschaftswahl 1991 ohne Gegenkandidaten als erster Präsident des unabhängigen Kirgisistans bestätigt wurde. Die Verfassung aus dem Jahr 1993 garantierte die Gewaltenteilung sowie zahlreiche Grundrechte. In den folgenden Jahren schränkte Akajew die in der Verfassung garantierten Grundrechte teilweise ein, darunter insbesondere die Presse- und die Meinungsfreiheit, und stärkte seine Machtposition durch ein Verfassungsreferendum im Jahr 1996. Dieses Vorgehen stieß insbesondere in den südlichen Gebieten Kirgisistans, die von einer großen usbekischen Minderheit geprägt sind, auf Ablehnung und eine wachsende Unzufriedenheit. Die wirtschaftliche Entwicklung des Landes war in den Jahren nach der Unabhängigkeit rückläufig: 1995 hatte sich das Bruttoinlandsprodukt Kirgisistans im Vergleich zu 1990 beinahe halbiert. Ab dem Jahr 1996 konnte durch Reformen in der Landwirtschaft und die Ausweitung der Goldförderung eine Trendwende zu wirtschaftlichem Wachstum vollzogen werden, wobei die wirtschaftlichen Entwicklung bereits in den Jahren 1998 und 1999 wieder an Dynamik verlor. Im Bereich der Sicherheitspolitik war Kirgisistan auf Grund zahlreicher umstrittener Grenzfragen mit allen Nachbarstaaten sowie durch die Gefahr durch islamistische Gruppen aus den Bürgerkriegsstaaten Afghanistan und Tadschikistan im Süden bereits früh in einer herausfordernden Situation. Den Kern der kirgisischen Streitkräfte bildeten ehemals sowjetische Einheiten, die nach der Unabhängigkeit in den Dienst der neu gegründeten kirgisischen Streitkräfte übergingen. Auf Grund geringer Investitionen in die Streitkräfte gab es neben diesen Einheiten jedoch anfangs nur wenige gut ausgebildete Soldaten und die materielle Ausrüstung der Streitkräfte war mangelhaft; über Kampfflugzeuge verfügten die kirgisischen Streitkräfte zu diesem Zeitpunkt noch nicht. Der Batken-Konflikt im Sommer 1999 traf demnach mit Kirgisistan einen Staat, der durch politische Konflikte, eine mangelnde wirtschaftliche Dynamik und die eingeschränkte Einsatzbereitschaft seiner Streitkräfte geschwächt war.

## Verlauf (1999)

### Erste, friedliche Begegnung (23. Juli bis 4. August)
Mit dem Ende der Kampfhandlungen in Tadschikistan und der Wiederherstellung der staatlichen Ordnung unter dem tadschikischen Präsidenten Emomalij Rahmon waren islamistische Gruppen im Land zu einer Neuorientierung gezwungen. Während einige von ihnen ihr Operationsgebiet nach Afghanistan verlagerten, setzte sich die IBU in den westlichen Ausläufern des Pamirs im Grenzgebiet zwischen Kirgisistan und Tadschikistan fest, wo sie weitestgehend frei von staatlicher Kontrolle agieren konnte. Insbesondere im Nohija Lachsch und in der Umgebung von Gharm konnte sich die IBU vorerst etablieren und ein System von Lagern und Ausbildungsstätten aufbauen. Bereits 1997 kam es vereinzelt zur Präsenz bewaffneter Kämpfer der IBU im kirgisischen Oblus Osch, diese wurden jedoch friedlich von der lokalen Bevölkerung gegen Bezahlung bewirtet. Die Situation verschärfte sich als die IBU verstärkt von der tadschikischen Regierung unter Druck gesetzt wurde. Zuvor hatten weite Teile der Vereinigten Tadschikischen Opposition (VTO) im Rahmen des Friedensprozesses in Tadschikistan ihre Waffen niedergelegt, woraufhin die übrigen bewaffneten Oppositionsgruppen als illegale Milizen verstärkt verfolgt wurden. Dabei wurden auch die Kämpfer der IBU aufgefordert, entweder die Waffen niederzulegen oder ihre Stellungen in Tadschikistan bis zum 1. Juli 1999 zu verlassen. Die Führung der IBU um Yoldashev und Namangani orientierte sich infolgedessen in Richtung Norden zur kirgisischen Grenze. Am 23. Juli 1999 kam es auf kirgisischem Gebiet nahe der Grenze zum Nohija Lachsch zur ersten Meldung bewaffneter, usbekischsprachiger Personengruppen, vorerst blieb die Situation aber friedlich. Am 31. Juli zeigte sich eine Gruppe von 14 bewaffneten Männern im kirgisischen Dorf Sardaly, die Personen kauften für 100 US-Dollar Weizen und Schafe und verließen das Dorf daraufhin. Ab dem 3. August reagierten die örtlichen Strafverfolgungsbehörden auf die vermehrte Präsenz bewaffneter Gruppen aus Tadschikistan, ein Krisenstab aus Angehörigen der lokalen Polizei und der kirgisischen Streitkräfte wurde gegründet und Versuche zur Kontaktaufnahme mit den Eindringlingen unternommen. Am 3. August konnte der Aufenthalt von 21 bewaffneten Kämpfern unter der Führung eines Warlords namens Abdulaziz in der Moschee von Sardaly bestätigt werden. Gegenüber der kirgisischen Seite gaben die Eindringlinge an, die Ankunft 200 weiterer Kämpfer zu erwarten und die Durchreise nach Usbekistan anzustreben, um dort gegen die Regierung um Präsident Karimov zu kämpfen. Gleichzeitig wurden die Entwicklungen in der Grenzregion in der Hauptstadt Bischkek mit Besorgnis aufgenommen. Der damalige kirgisische Premierminister Amengeldi Muraliev beriet mit Vertretern des Verteidigungsministeriums, des Ministeriums für nationale Sicherheit, des Innenministeriums und des Militärs über das weitere Vorgehen in der Region. Des Weiteren wurden kirgisische Soldaten aus dem Oblus Osch in der Region zusammengezogen.

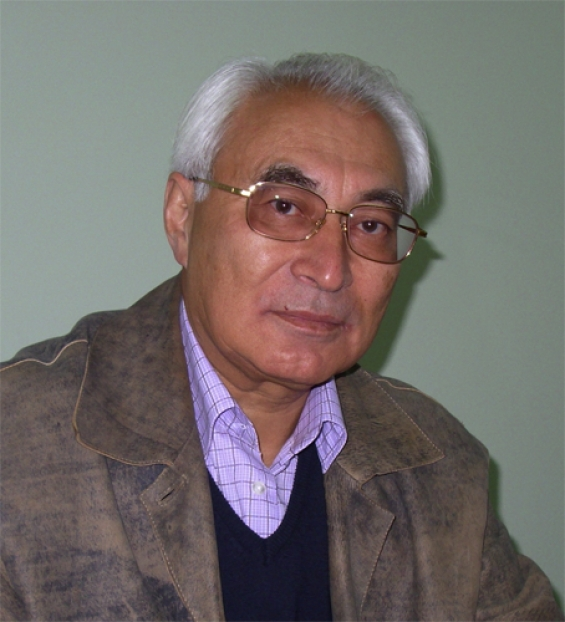
Amengeldi Muraliev, der damalige Premierminister Kirgisistans

### Geiselnahme und erste Eskalation (5. August bis 8. August)
Am 5. August erreichte eine Gesandtschaft hochrangiger Militärs aus Bischkek Batken und inspizierte die Situation in der Region. Nahe dem Dorf Korgon wurde eine Stellung bezogen, die ein weiteres Vordringen der Eindringlinge in Richtung Norden verhindern sollte. Am Nachmittag brach eine Gruppe aus zwei Militärs mit dem Rang eines Oberstleutnants, einem lokalen Amtsträger und dem Beauftragten für das Oblus Batken im Ministerium für nationale Sicherheit in Richtung Süden auf, um eine mögliche Verschiebung der kirgisischen Stellung in Richtung der tadschikischen Grenze auszuloten. Bei diesem Vorhaben wurden die vier Personen von Kämpfern der IBU gefangen genommen. Die Nachricht von dieser Geiselnahme erreichte am Abend die kirgisischen Verantwortlichen und wurde daraufhin nach Bischkek gemeldet. Die vier kirgisischen Geiseln stärkten die Position der IBU und nötigten die kirgisischen Streitkräfte zu einem defensiveren Vorgehen. Am 6. August erreichte eine Gruppe von Abgeordneten des Dschogorku Kengesch, dem Parlament Kirgisistans, das Gebiet und verhandelte mit den Islamisten über eine Freilassung der Geiseln. Diese forderten Freies Geleit durch kirgisisches Gebiet in den usbekischen Teil des Ferghanatals und drohten mit der Tötung der Geiseln im Falle von Gewaltanwendung seitens der kirgisischen Truppen. Die Verhandlungen blieben daraufhin vorerst ergebnislos. Mit dieser Eskalation des Konflikts begann auch die internationale Zusammenarbeit zwischen den beteiligten Staaten Kirgisistan, Tadschikistan und Usbekistan. In Batken trafen Mitglieder des kirgisischen Krisenstabs mit Repräsentanten Tadschikistans und Usbekistans zusammen. Von tadschikischer Seite wurde die Bildung eines Krisenstabs analog zur kirgisischen Vorgehensweise angekündigt. Noch am selben Tag traf zur Unterstützung der kirgisischen Einheiten zudem eine usbekische Spezialeinheit in Batken ein. Parallel wurden auch die kirgisischen Truppen in dem Gebiet verstärkt, sodass es insgesamt zu einer verstärkten Militärpräsenz im tadschikisch-kirgisischen Grenzgebiet kam. Am 7. August besuchte der kirgisische Verteidigungsminister an der Spitze einer Delegation aus Bischkek Batken und das Dorf Zardaly, das im Zentrum der Auseinandersetzung lag.

### Verhandlungen und vorläufige Entspannung (9. August bis 15. August)
In Anbetracht der bereits mehrtägigen Geiselnahme durch die IBU wurde die Rettung der Geiseln zur höchsten Priorität der kirgisischen Verantwortlichen, ein militärisches Vorgehen gegen die Eindringlinge wurde daher vorerst verworfen. Am 9. August wurde eine Gesandtschaft von 13 Personen mit dem Angebot einer Zahlung von 50.000 US-Dollar für die Freilassung aller Geiseln zu Verhandlungen mit der IBU entsandt. Das Angebot wurde von den Kämpfern der IBU um Warlord Abdulaziz vorerst abgelehnt, bildete aber letztlich die Grundlage für die Freilassung der Geiseln am 13. August. Im Gegenzug erhielten die Geiselnehmer 50.000 US-Dollar und Lebensmittel. Nach dem Erhalt des Lösegelds zogen sich die Islamisten vorerst in Richtung der tadschikischen Grenze zurück. In Kirgisistan wurde die Arbeit der Sicherheitsbehörden derweil kritisch untersucht, das Vorgehen wurde dabei weitestgehend als unprofessionell wahrgenommen. Die Lösegeldzahlung mit Genehmigung der kirgisischen Regierung wurde in der Öffentlichkeit kritisiert, auch wenn die Höhe der Zahlung vorerst geheim gehalten wurde. Auch die zwischenstaatlichen Beziehungen in der Region wurden durch den Vorfall beeinflusst. Einerseits kam es zu einer verstärkten Zusammenarbeit der beteiligten Staaten Kirgisistan, Tadschikistan und Usbekistan, da die drei Staaten die Notwendigkeit einer Zusammenarbeit im Kampf gegen islamistische Gruppen in der Region erkannten. Andererseits kam es zu Konflikten zwischen den Staaten, unter anderem da von usbekischer Seite der Vorwurf geäußert wurde, Tadschikistan dulde islamistische Gruppen auf seinem Territorium und gefährde damit die Sicherheit in der Region. Die tadschikische Regierung hingegen bestritt jegliche Unterstützung der IBU und beteiligte sich an der Bekämpfung der militanten Gruppe. Auch das Vorgehen des kirgisischen Grenzschutzes wurde von der usbekischen Regierung kritisiert, die ein Vordringen der Islamisten in Richtung Usbekistan befürchtete.

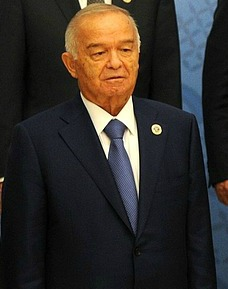
Der damalige usbekische Präsident Islom Karimov

### Rückzugsgefechte (16. August bis 18. August)
Nachdem durch die Verständigung zwischen der kirgisischen Regierung und der IBU einige Tage ohne Kampfhandlungen in der Region verstrichen, kam es durch Angriffe auf die abziehenden Kämpfer der IBU zu einer militärischen Eskalation des Konflikts. Insbesondere kirgisische Artillerie und die usbekischen Luftstreitkräfte wurden eingesetzt, um den Rückzug der IBU nach Tadschikistan zu erschweren. Die Angriffe der kirgisischen und usbekischen Streitkräfte sorgte für erhebliche Verluste seitens der IBU, insgesamt wurden sie aber ineffizient durchgeführt. Die Kämpfer der IBU bewegten sich vor allem bei Nacht fort und konnten die usbekischen und kirgisischen Streitkräfte auf diese Weise immer wieder überraschen, indem sie kirgisische Soldaten auf der Verfolgung überfielen. Auch der Einsatz der usbekischen Luftwaffe wurde durch die Nachtmärsche der Kämpfer der IBU erschwert, da die Lokalisierung der Feinde so erschwert wurde und immer wieder wirkungslose Angriffe gegen Gebiete, die die Islamisten bereits passiert hatten, durchgeführt wurden. Für Unstimmigkeiten in der internationalen Koalition im Kampf gegen die IBU sorgten Luftangriffe auf tadschikisches Gebiet, die nach tadschikischen Angaben von der usbekischen Luftwaffe durchgeführt wurden. Von usbekischer Seite wurde die Durchführung solcher Angriffe auf tadschikischem Gebiet vorerst dementiert, später allerdings bestätigt und von usbekischer Seite als Fehler bezeichnet. Am 18. August war der Rückzug der IBU-Islamisten nach Tadschikistan abgeschlossen und die Kämpfe endeten vorerst. In Erwartung einer Normalisierung der Situation im Grenzgebiet wurden Teile der dort zusammengezogenen kirgisischen Truppen wieder abgezogen.

### Erneutes Eindringen militanter Islamisten (22. August bis 23. August)
Die verringerte Militärpräsenz im Grenzgebiet nutzte eine Gruppe von circa 30 bewaffneten Kämpfern der IBU, um erneut über die Grenze vorzudringen. Ihr Vorgehen glich dabei jenem, das bereits wenige Tage zuvor zur Erfüllung der Forderung der Islamisten geführt hatte. So besetzten die Eindringlinge mehrere kleine Dörfer auf kirgisischer Seite, darunter erneut das Dorf Zardaly. Am 23. August überfielen sie eine Forschungsstation und nahmen vier japanische Geologen, einen kirgisischen Übersetzer und einen Generalmajor der kirgisischen Streitkräfte als Geiseln. Zwei weitere Personen wurden bei der Geiselnahme von den Islamisten erschossen. Die erneute Geiselnahme erschwerte die Arbeit der kirgisischen Sicherheitsbehörden, die vorerst eine weiträumige Abriegelung der Region vornahmen und auf die Vermeidung von Opfern in der Zivilbevölkerung hinarbeiteten. Seitens der IBU kamen immer mehr Kämpfer über die Grenze nach Kirgisistan, nachdem der Ablauf eines weiteren Ultimatums zur Niederlegung der Waffen in Tadschikistan den Verbleib der IBU-Kämpfer in Tadschikistan erschwert hatte. Die Kämpfer wurden angeführt von Dschuma Namangani und besetzten mehrere Dörfer mit insgesamt mehreren Hundert Einwohnern. Die Besetzung verlief dabei weitestgehend friedlich, die Kämpfer der IBU forderten lediglich Nahrungsmittel von der lokalen Bevölkerung. Bei einem Schusswechsel kam eine Person ums Leben, zwei weitere wurden verletzt.

### Intensivierte militärische Auseinandersetzungen (24. August bis 2. September)

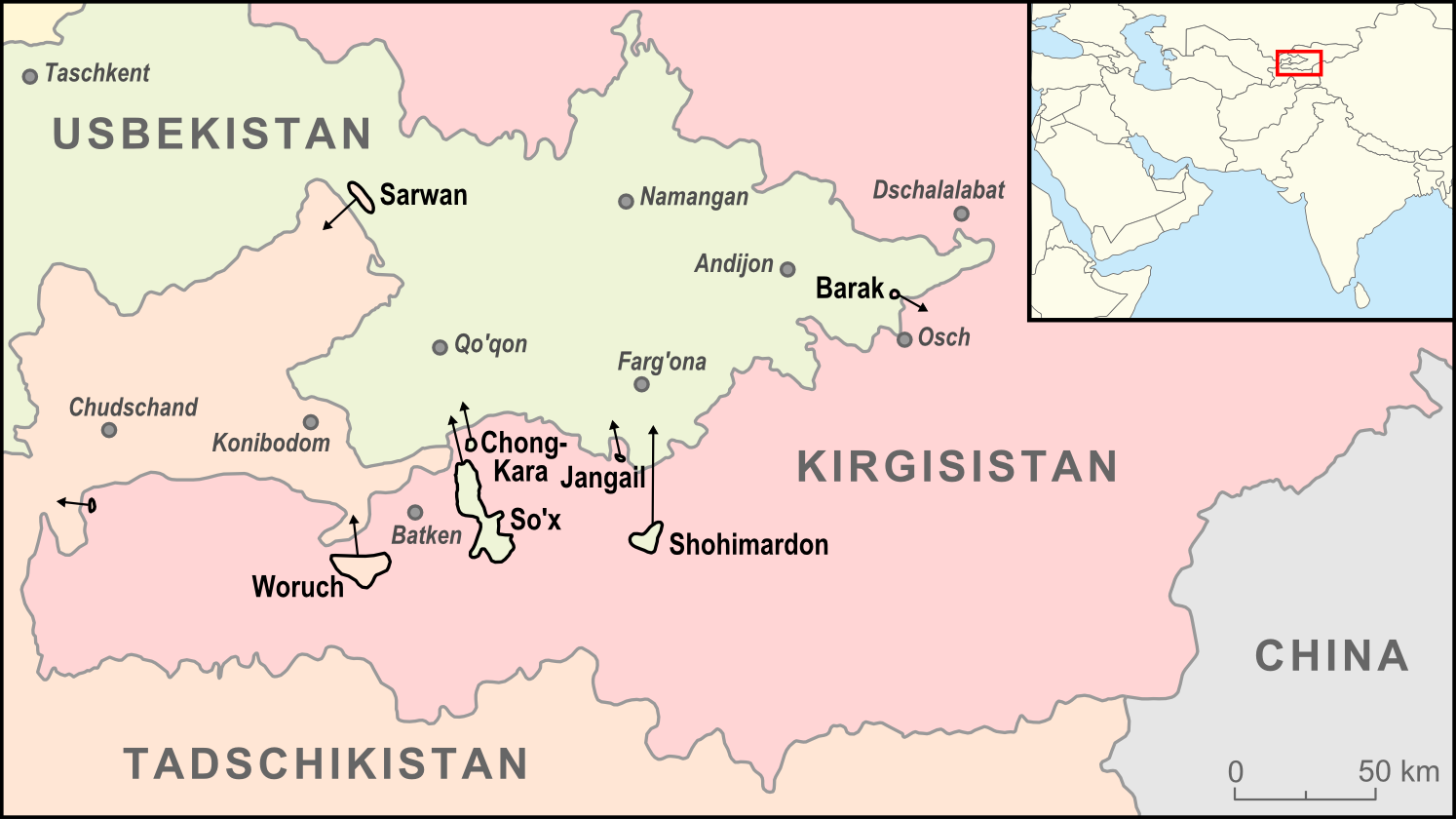
Karte der Region mit den usbekischen Exklaven Shohimardon und Soʻx

Mit der Verstärkung der kirgisischen Truppen aus Bischkek und Osch intensivierten sich die Scharmützel zwischen kirgisischen Soldaten und IBU-Kämpfern. In der Nacht vom 23. auf den 24. August kam es zur bis dato größten militärischen Auseinandersetzung des Konflikts als ein größerer Trupp von bis zu 100 IBU-Kämpfern von kirgisischen Soldaten angegriffen wurde. Der Schusswechsel dauerte mehr als vier Stunden und endete bei Morgengrauen, es gab mehrere Verletzte und Tote. Am 24. August nahm Präsident Askar Akajew per Dekret eine Neubesetzung im Amt des Verteidigungsministers vor. Verteidigungsminister Subanow, der seit 1993 im Amt war, wurde seines Amtes enthoben. Zu seinem Nachfolger wurde Essen Topojew, der ehemalige Vorsitzende des nationalen Sicherheitsrates, ernannt. Die Maßnahme wurde mit der weiterhin instabilen Sicherheitslage im Grenzgebiet begründet. In der Nacht vom 24. auf den 25. August kam es zu einer Ausweitung des Konflikts als südlich des Orts Daroot-Korgon 13 Personen, darunter neun Sicherheitskräfte, von IBU-Kämpfern gefangen genommen wurden. In der darauffolgenden Nacht drangen die IBU-Kämpfer weiter nach Norden in Richtung der kirgisisch-usbekischen Grenze vor. Dabei kam es zu Schusswechseln zwischen Kämpfern der IBU und usbekischen Soldaten nahe der usbekischen Exklaven Shohimardon und Soʻx. Bei den anschließenden Gefechten verfolgten usbekische Soldaten die Eindringlinge auf kirgisisches Staatsgebiet, wo mehrere Kämpfer getötet wurden. In den folgenden Tagen kam es nachts regelmäßig zu Gefechten mit Toten und Verletzten, während die Situation tagsüber weitestgehend ruhig blieb. Nach Angaben kirgisischer Sicherheitsbehörden befanden sich Ende August circa 700 IBU-Kämpfer im Süden Kirgisistans. Aufgrund der Verlagerung der Kampfhandlungen in Richtung der usbekischen Grenze, ergriff die usbekische Regierung weitere Maßnahmen im Kampf gegen die IBU. Die kirgisisch-usbekische Grenze wurde zwischen dem 25. August und dem 3. September geschlossen, einzig an ausgewählten Grenzposten war eine Einreise nach Usbekistan nach einer Kontrolle durch das usbekische Militär möglich. Außerdem intensivierten die usbekischen Luftstreitkräfte ihr Engagement in dem Konflikt und flogen zahlreiche Luftangriffe über kirgisischem Gebiet. Ein usbekischer Luftangriff am 29. August traf das kirgisische Dorf Kara-Teyit und führte zum Tod von drei Zivilisten, darunter eines jungen Mädchens. Der Vorfall sorgte für harsche Kritik am Vorgehen der usbekischen Streitkräfte seitens der kirgisischen Regierung. Das kirgisische Außenministerium richtete infolgedessen eine Protestnote an die usbekische Regierung, die am 30. August mit der Ankündigung einer lückenlosen Aufklärung des Vorfalls beantwortet wurde.
Auf kirgisischer Seite kam es unterdessen zu einer verstärkten Mobilisierung. Per Dekret des Präsidenten wurde eine Teilmobilisierung der kirgisischen Streitkräfte angeordnet, unter anderem wurden kampferprobte Reservisten der kirgisischen Streitkräfte zum Einsatz in dem umkämpften Gebiet verpflichtet. In einer Fernsehansprache bezeichnete Präsident Akajew die Invasion der IBU-Kämpfer als Bedrohung der Souveränität Kirgisistans und kündigte an, alles zu tun, um die verbleibenden Geiseln zu befreien. Außerdem sprach der Präsident den beteiligten kirgisischen Soldaten sowie den Regierungen Kasachstans, Usbekistans und Tadschikistans seinen Dank aus. Der kirgisische Verteidigungsminister Topojew reiste am 30. August zu Gesprächen nach Moskau, wo er sich mit dem russischen Minister für Katastrophenschutz, Sergei Schoigu, und dem damaligen Ministerpräsidenten Wladimir Putin traf. Als Ergebnis der Gespräche sicherte Russland den kirgisischen Streitkräften Unterstützung zu, insbesondere durch die Lieferung technischer Geräte.

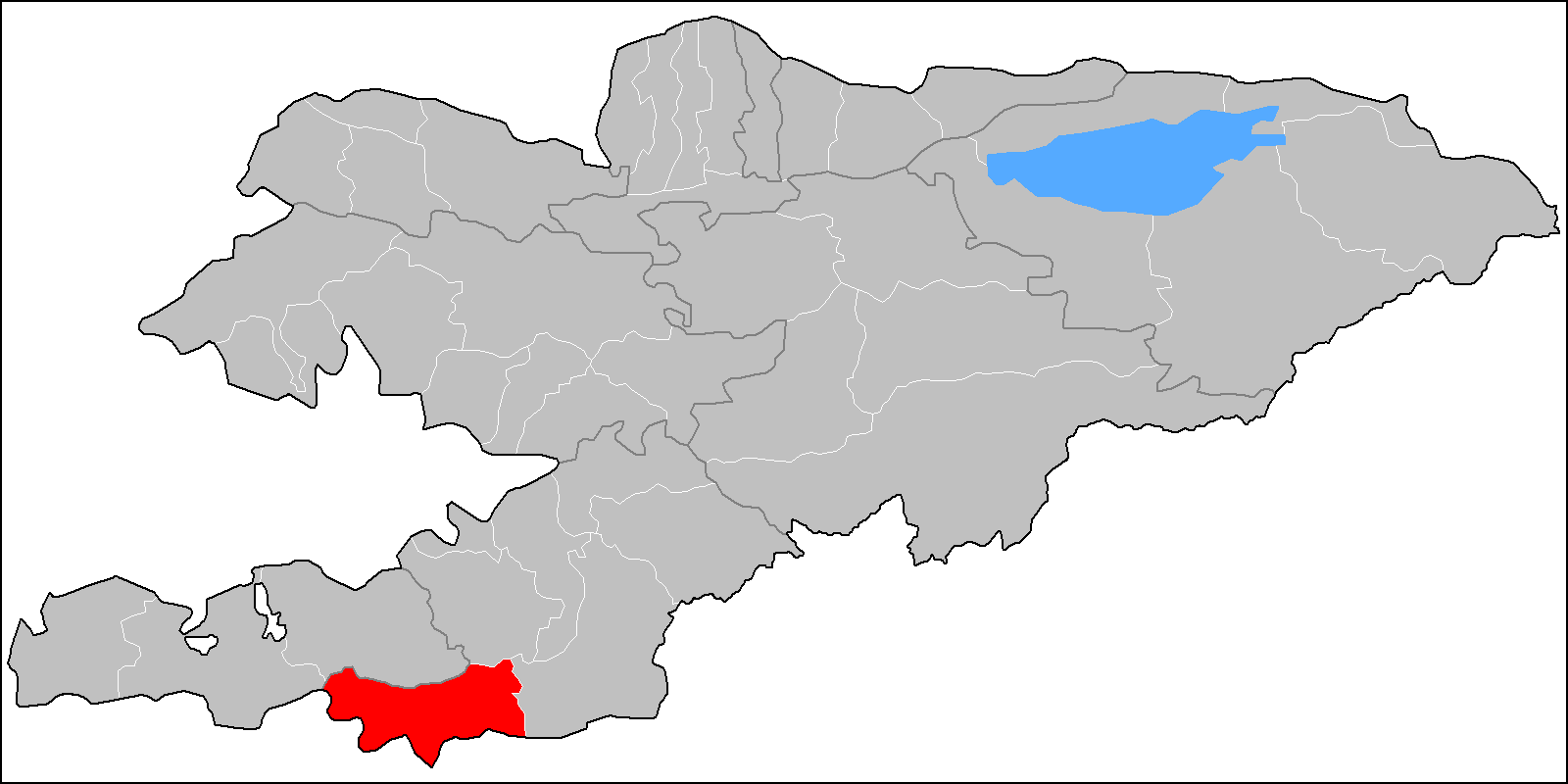
Lage des Bezirks Tschong-Alai im Oblus Osch

### Rückzug der IBU-Kämpfer (3. September bis 3. Oktober)
Anfang September ging die kirgisisch-usbekische Allianz zunehmend in die Offensive, nachdem das Vordringen der Islamisten zuvor gestoppt werden konnte. Am 3. September begann eine große kirgisische Militäroperation im Rajon Tschong-Alai, der zu diesem Zeitpunkt weitestgehend unter der Kontrolle der IBU war. Im Rahmen der Operation wurden mehrere wichtige Gebirgspässe im Grenzgebiet zurückerobert und circa 100 Kämpfer der IBU nach Tadschikistan vertrieben. Das usbekische Militär verstärkte seine Präsenz in der usbekischen Exklave Soʻx, während auf kirgisische Seite mehrere Selbstverteidigungsmilizen von Bewohnern der Region gebildet wurden und mit dem kirgisischen Militär zusammenarbeiteten. Zwischen dem 7. und dem 17. September kam es in der Region zu keinen weiteren Kampfhandlungen. Auf Seiten der IBU behinderte Konflikte in der Führungsebene die Fortführung der Kämpfe, während auf kirgisischer und usbekischer Seite die militärische Präsenz in der Region weiter verstärkt wurde. Am 17. September flammten die Kämpfe durch einen Angriff der IBU auf den kirgisischen Ort Aidarken nahe der usbekischen Exklave Soʻx erneut auf. Bei den Kämpfen um Aidarken wurden sieben Menschen getötet und allein auf kirgisischer Seite sechs Menschen verwundet. Zwischen dem 18. und dem 21. September kam es zu verstärkten Aktivitäten der Invasoren im Süden Kirgisistans. Dabei wurden weitere Geiseln genommen und mehrere Dörfer im kirgisisch-tadschikischen Grenzgebiet geplündert. Die erneute Intensivierung der Kämpfe führte zur Flucht zahlreicher Menschen aus den umkämpften Gebieten unter anderem in die Gebietshauptstadt Batken, wo sich Ende September 1999 mehr als 5.000 Flüchtlinge aus den Kampfgebieten aufhielten.
Militärisch konnten die kirgisischen Streitkräfte mit Unterstützung der usbekischen Luftwaffe in den folgenden Tagen deutliche Fortschritte erzielen. Immer mehr Gebiete im Süden Kirgisistans wurden zurückerobert und von den Kämpfern der IBU geräumt. Nach Angaben kirgisischer Sicherheitsbehörden vom 24. September beschränkte sich die Präsenz der IBU auf kirgisischem Staatsgebiet zu diesem Zeitpunkt auf drei Ortschaften im kirgisisch-tadschikischen Grenzgebiet, darunter das Dorf Zardaly, wo die Invasion begonnen hatte. In diesem Gebiet hielten sich nach offiziellen Angaben zu diesem Zeitpunkt bis zu 750 IBU-Kämpfer sowie 200 dort wohnhafte Zivilisten und die verbliebenen Geiseln auf. Unter den Geiseln befanden sich weiterhin die vier japanischen Geologen, die am 23. August gefangen genommen worden waren. Deren Sicherheit stand im Zentrum von Gesprächen zwischen dem kirgisischen Präsidenten Akajew und dem damaligen japanischen Premierminister Keizō Obuchi.
In den folgenden Tagen gelang es den kirgisischen Streitkräften, Angriffe der IBU abzuwehren und die Invasoren weiter in die Gebirgsregion im Grenzgebiet zurückzudrängen. Der Rückzug der IBU-Kämpfer wurde von geflohenen Geiseln bestätigt, die deren Gesamtzahl auf circa 800 Kämpfer schätzten, die sich in Richtung der tadschikischen Grenze zurückzögen. Unterdessen wurden die Abschnitte der kirgisisch-tadschikischen Grenze, die zu diesem Zeitpunkt unter kirgisischer Kontrolle standen, verstärkt gesichert, um ein erneutes Eindringen islamistischer Gruppen aus Tadschikistan zu verhindern und die Nachschublinien der Invasoren zu unterbrechen.

### Verhandlungen und Freilassung von Geiseln (4. Oktober bis 25. Oktober)

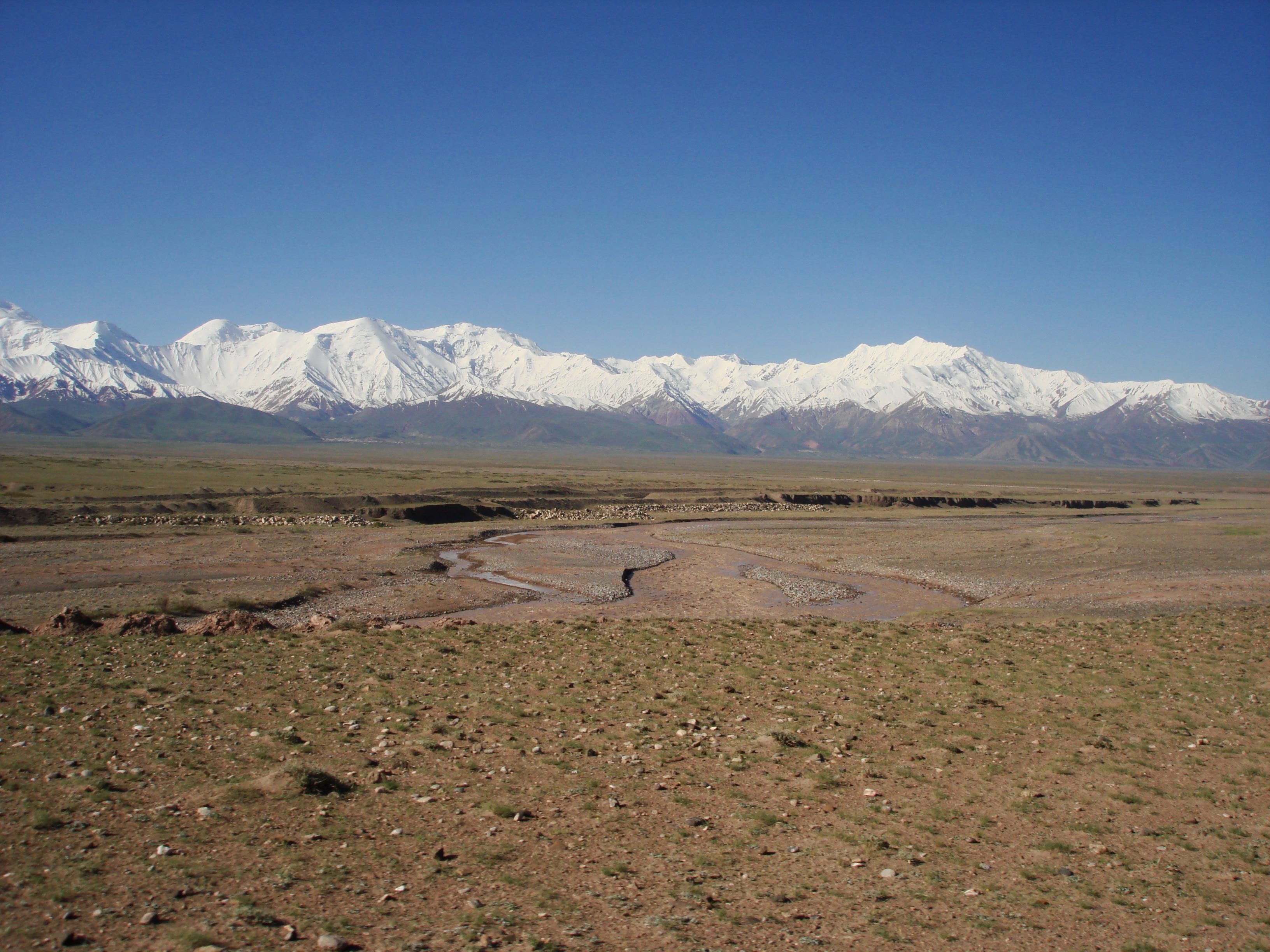
Das Transalaigebirge im kirgisisch-tadschikischen Grenzgebiet

Am 4. Oktober bestätigte der kirgisische Verteidigungsminister die Wiedereroberung der verbliebenen Ortschaften im Grenzgebiet, die teilweise seit Beginn des Konflikts unter Kontrolle der IBU gestanden hatten. Die Präsenz der IBU auf kirgisischem Territorium beschränkte sich daraufhin auf unbewohnte Gebiete im Transalaigebirge in unmittelbarer Nähe der Grenze zu Tadschikistan. Aufgrund der verbliebenen 13 Geiseln, darunter die vier japanischen Geologe und ein kirgisischer General, verzichteten die kirgisischen Streitkräfte vorerst auf ein weiteres militärisches Vorgehen gegen die Invasoren. Stattdessen wurde Tursunbai Bakir Uulu, der Vorsitzende der kirgisischen Kommission für Menschenrechte, vom Präsidenten beauftragt, Verhandlungen mit den Anführern der IBU über eine Freilassung der Geiseln zu führen. Die Verhandlungen führten schließlich zur Freilassung sämtlicher Geiseln im Laufe des Oktobers 1999. Die kirgisischen Geiseln wurden am 12. und 18. Oktober freigelassen, die japanischen Geologen folgten nach zweimonatiger Geiselhaft am 25. Oktober. Nach offiziellen Angaben von kirgisischer und japanischer Seite ging der Freilassung der Geiseln keine Lösegeldzahlung voraus, mehrere Medien und Diplomaten berichteten hingegen von einer Zahlung in Millionenhöhe, die von japanischer Seite über die kirgisischen Behörden an die Geiselnehmer geleistet wurde. Bereits am 18. Oktober 1999 hatte Verteidigungsminister Topojew verkündet, dass die IBU-Kämper vollständig vom kirgisischen Staatsgebiet vertrieben worden seien.

## Folgen

### Entwicklung der IBU
Nach der militärischen Niederlage der IBU in Kirgisistan zogen sich die Kämpfer vorerst in den Norden Tadschikistans zurück. Dort kam es zu Verhandlungen zwischen der tadschikischen Regierung und der Führung der IBU um Namangani, die im November mit dem Abzug der IBU-Kämpfer nach Afghanistan endeten. Etwa 300 bewaffnete Kämpfer der Islamischen Bewegung Usbekistans sowie deren Familien wurden daraufhin von russischen Soldaten auf afghanisches Territorium eskortiert. Die Gruppe siedelte sich in der Region um die Provinzhauptstadt Masar-e Scharif an, wo eine enge Zusammenarbeit mit den afghanischen Taliban vereinbart wurde. Die IBU entwickelte sich in den folgenden Jahren zu einem bedeutenden Faktor im Krieg in Afghanistan sowie im florierenden Handel mit Opium aus Afghanistan. Darüber hinaus führte die IBU immer wieder Operationen in Tadschikistan, Usbekistan und Kirgisistan durch. Im Sommer 2000 setzte sich eine Gruppe von IBU-Kämpfern um Namangani in einem befestigten Lager in der usbekischen Provinz Surxondaryo fest und konnte erst nach Monaten durch usbekische Streitkräfte wieder von usbekischem Territorium vertrieben werden. Im Herbst 2000 wurden Dschuma Namangani und Tahir Yoldashev von einem Gericht in der usbekischen Hauptstadt Taschkent in Abwesenheit zum Tode verurteilt, während die Vereinigten Staaten die IBU nahezu zeitgleich auf die Liste der gefährlichsten internationalen Terrorgruppen setzten. Im Zuge des von US-Präsident George W. Bush ausgerufenen Kriegs gegen den Terror nach den Terroranschlägen am 11. September 2001 wurde die IBU erheblich geschwächt und ist seitdem vereinzelt in Pakistan und in Afghanistan aktiv. Im Oktober 2014 solidarisierte sich die IBU offiziell mit der Terrororganisation Islamischer Staat.

### Aufarbeitung in Kirgisistan
Eine systematische Aufarbeitung des Batken-Konflikts in Kirgisistan blieb weitestgehend aus. Der Konflikt sowie weitere Zwischenfälle im tadschikisch-kirgisischen Grenzgebiet im Jahr 2000 führten zu politischen Bekenntnisse zu einer Ausweitung der Verteidigungsausgaben sowie einer verbesserten Sicherung der Grenzen, die in den folgenden Jahren allerdings kaum umgesetzt wurden. Die finanzielle Ausstattung der kirgisischen Streitkräfte blieb hinter anfänglich formulierten Zielen zurück und die Grenzsicherung scheiterte vielfach an Streitfragen hinsichtlich der exakten Grenzziehung. Neben der Kritik an den kirgisischen Streitkräften kam es auch zu einer Würdigung des Einsatzes der Soldaten. Am 22. November wurde in Bischkek eine Zeremonie in Anwesenheit von Präsident Akajew abgehalten, bei der mehr als 300 Soldaten für ihren Einsatz im Batken-Konflikt ausgezeichnet wurden. Bei gleicher Gelegenheit betonte Akajew erneut die Notwendigkeit einer grundlegenden Reform der kirgisischen Streitkräfte. Eine weitere Herausforderung stellte der Umgang mit Binnenflüchtlingen dar, die ihre Heimat in Folge der Kämpfe verlassen hatten und mehrheitlich in der Provinzhauptstadt Batken untergekommen waren. Die Regierung kündigte im Oktober 1999 ein Hilfsprogramm an und förderte die Rückkehr der Vertriebenen in ihre – teilweise zerstörten – Heimatdörfer. Bereits Ende Oktober 1999 hatte sich die Zahl der Binnenflüchtlinge in Batken von 8.000 auf circa 140 reduziert.

### Entwicklung zwischenstaatlicher Beziehungen
Insgesamt verschlechterten sich die bilateralen Beziehungen zwischen Kirgisistan und Usbekistan sowie zwischen Kirgisistan und Tadschikistan. Grund dafür waren neben ungeklärten Grenzfragen auch wechselseitige Vorwürfe hinsichtlich des Vorgehens im Batken-Konflikt. Von der usbekischen Regierung wurde dabei der Vorwurf geäußert, Kirgisistan und Tadschikistan seien Rückzugsgebiete der Islamisten und nicht in der Lage, ihre Grenzen ausreichend zu schützen. In Kirgisistan hingegen wurde der Einsatz der usbekischen Luftwaffe teilweise kritisiert, da dabei zahlreiche Gebäude in Kirgisistan zerstört wurden und mindestens drei kirgisische Zivilisten starben. Zwischen Kirgisistan und Tadschikistan entwickelte sich in den folgenden Jahren mit dem kirgisisch-tadschikischen Grenzkonflikt ein weiterer Konflikt, in dem immer wieder Menschen starben und der bis heute nicht gelöst ist.